# Numicia boulardi
Numicia boulardi är en insektsart som beskrevs av Synave 1968. Numicia boulardi ingår i släktet Numicia och familjen Tropiduchidae. Inga underarter finns listade i Catalogue of Life.